# Injong de Joseon
Injong de Joseon (corerano: 인종,  hanja: 仁宗; Gyeongbokgung, 20 de marzo de 1515-ibidem,8 de agosto de 1545) fue el décimo segundo rey coreano de la Dinastía  Joseon.

## Biografía
Yi Ho (이호; 李峼),  era su nombre su nacimiento.
Tras morir su padre, asendió al trono durante solo 8 meses. Le sucedió su medio hermano Myeongjong. 